# Námaskard
Námaskarð er en åben dal i et fredet område i det nordøstlige Island øst for Reykjahlíð ved søen Mývatn med geotermisk aktivitet i form af varme, dampende solfatarakilder. Området hører til den geotermisk aktive zone ved Reykjahlíð, ca 8 km fra vulkanen Krafla.
Navnet Námafjall (bjergværksfjeldet) stammer fra svovlfabrikationen i det geotermiske område ved Námaskarð. Fra 1563 fabrikerede den danske flåde krudt fra Námaskarð. På grund af krige med svenskerne og englænderne manglede kong Christian 4. svovl til fremstilling af krudt. Svovlen blev udskibet fra Húsavík. 1939 startede svovludvindingen igen, men ophørte få år efter på grund af flere brande og eksplosioner, der gjorde udvindingen urentabel.
De geotermiske felter ved Námaskarð er et levende område i stadig forandring. Der trives kun få planter på grund af de sure svovldampe fra kilderne. I 1000 meters dybde er temperaturen over 200 grader. De aktive geotermiske, varme solfatarakilder er en slags mudderpøle med geotermisk aktivitet, som har den karakteristiske lugt af rådne æg pga. svovlforbindelserne. De kan typisk findes omkring vulkaner.
Det kan være farligt at færdes uden for de markerede stier på grund af den usikre, 100 grader varme jordskorpe. Der er parkeringsplads og udsigtsplatform i nærheden af Námaskarð-solfatarakilderne, som også kaldes ”Djævelens Køkken”.
- Solfataraerne har mange forskellige farver
- Námaskarð
- Námaskarð
- Landskab ved Námaskarð med en geotermisk kedel til højre